# Leptocorticium sasae
Leptocorticium sasae är en svampart som först beskrevs av Boidin, Cand. & Gilles, och fick sitt nu gällande namn av Nakasone 2005. Leptocorticium sasae ingår i släktet Leptocorticium och familjen Corticiaceae.   Inga underarter finns listade i Catalogue of Life.